# Georg Gothein
George Gothein est un homme politique allemand, né le 15 août 1857 à Neumarkt-en-Silésie (province de Silésie) et mort le 22 mars 1940 à Berlin.
Membre de l'Union radicale (le FVg) puis du Deutsche Demokratische Partei (le DDP), il est ministre du Trésor en 1919.

## Biographie
De foi protestante, Georg Gothein fait ses études secondaires à Breslau et étudie l'histoire jusqu'en 1880 à l'université de Breslau puis l'industrie métallurgique à l'Académie des mines de Berlin. Après avoir travaillé comme consultant minier, il est de 1885 à 1887 secrétaire général de la Haute-Silésie pour l'Association minière et métallurgique. En 1888, il obtient un doctorat. Puis, il dirige jusqu'en 1892 les districts de Waldenburg et de Tarnowitz, où il a été promu Bergrat, en 1901. De 1893 à 1901, il est membre de la Chambre de commerce de Breslau et président de l'Association provinciale de Silésie pour la navigation intérieure. 
Après la Première Guerre mondiale, il  est journaliste pour le Berliner Tageblatt et la Neue Freie Presse. En 1921, il devient président de l'Association contre l'antisémitisme. Au milieu des années 1920, il est président du groupe allemand de la Conférence économique d'Europe centrale.

### Carrière politique
Georg Gothein appartient d'abord à l'Union radicale (FVg), qui, en 1910, fusionne avec d'autres partis de la gauche libérale. En 1918, il est l'un des fondateurs du DDP. Il est opposé au militarisme allemand et à l'antisémitisme.
De 1889 à 1892, il est membre du conseil municipal de Waldenburg. Après avoir déménagé en 1894, il est membre du conseil municipal (jusqu'à 1902). De 1893 à 1903, il est élu au parlement de Prusse, puis de 1902 à 1909 au parlement de Haute-Silésie. En 1901, il est député au Reichstag de l'Empire. Il y reste jusqu'en 1918. Il concentre son activité parlementaire à s'opposer à la politique thalassocratique de l'empereur Guillaume II, qu'il considère comme une menace à la paix. De 1919 à 1920, il est député au Reichstag de la république de Weimar, puis de nouveau en 1924.
Il est ministre sans portefeuille puis ministre du Trésor du 13 février au 20 juin 1919, au sein du cabinet Scheidemann.

## Vie privée
Georg Gothein était marié et père de trois enfants. Son frère aîné, Eberhard Gothein (de), était un historien et économiste, député à la diète de la Bade de 1919 à 1921. La sépulture de Georg Gotheiner est située à Südwestkirchhof Stahnsdorf.

## Publications
- Die Oberschlesische Montanindustrie, 1887.
- Die Wirkung der Handelsverträge, Simion, Berlin 1895.
- Der deutsche Außenhandel. Materialien und Betrachtungen, Siemenroth, Berlin 1901.
- Agrarpolitisches Handbuch, Liebheit & Thiesen, Berlin 1910.
- Die wirtschaftlichen Aussichten nach dem Kriege Liebheit & Thiesen, Berlin 1915.
- Das selbständige Polen als Nationalitätenstaat, Deutsche Verlags-Anstalt, Stuttgart 1917.
- Warum verloren wir den Krieg ?, Deutsche Verlags-Anstalt, Stuttgart 1919.
- Der große Irrtum der deutschen Lohnpolitik, Elsner, Berlin 1929.
- Die klaffende Preisschere als Ursache der Weltwirtschaftskrise Rothschild, Berlin 1930.
- Japans Expansionsdrang. Die wirtschaftliche, soziale und politische Weltgefahr, Rascher, Zürich 1936